# پاسکال بوسیر
پاسکال بوسیر (انگلیسی: Pascale Bussières؛ زادهٔ ۲۷ ژوئن ۱۹۶۸) یک هنرپیشه اهل کانادا است. 
از فیلم‌ها یا برنامه‌های تلویزیونی که وی در آن نقش داشته‌است می‌توان به وقتی که شب در حال سقوط است، تغییر ایکس، حواس پنج‌گانه و تالاب اشاره کرد.